# Soós Szabó Edith
Soós Szabó Edith, névváltozatok: Koller Györgyné, Koller Edit (1928 – 2017. november 8. előtt) magyar sanzonénekes, emlékíró, mecénás, a Magyar Művészeti Akadémia pártoló tagja.

## Életútja, munkássága
Pályáját a könnyűzene világában kezdte sanzonénekesnőként, jó barátságban volt idős pályatársával, Honthy Hannával. Koller György (1923–1996), műértőnek, a Koller Galéria megalkotójának második felesége lett, még ekkor is folytatta sanzonénekesnői pályafutását, de egyre inkább férje munkásságát segítette, mivel maga is vonzódott a képzőművészethez. Férje halála után „Napló-Töredelmek”  címen közreadta Koller Györggyel kapcsolatos emlékezéseit, általa (is) gazdagabb lett a Koller Galéria fenntartójáról és működtetőjéről alkotott arckép. Férje halála után 1997–2011 közt a Magyar Művészeti Akadémia társadalmi szervezet pártoló tagja. Elhunyt férje emlékére, aki életét a képzőművészetnek és a képzőművészeknek szentelte, megalapította Koller-díjat saját anyagi erejéből, amelyre a Honthy Hanna által ráhagyományozott ékszerekből telt. A Koller-díjat, amelyhez pénzjutalom is jár, minden évben egyszer osztják ki kiemelkedő fiatal alkotóművészeknek. Koller Györgyné a következő feliratot vésette a Koller-díjjal járó éremre: „Szerette a művészetet és az életet. Szeretete túléli őt ebben a díjban”. E felirat esszenciája az elhunyt Koller György műértő és műpártoló jellemzésének.